# Pomatorhinus erythrocnemis
Pomatorhinus erythrocnemis е вид птица от семейство Timaliidae.

## Разпространение
Видът е разпространен в Китай.